# Аютая
 Тази статия е за провинцията в Тайланд.  За историческата държава вижте Аютая (държава).  За археологическия обект вижте Аютая (исторически парк).
Аютая е една от 76-те провинции на Тайланд. Столицата ѝ е едноименния град Аютая. Населението на провинцията е 769 126 жители (2008 г. – 32-ра по население), а площта 2556,6 кв. км (62-ра по площ). Намира се в часова зона UTC+7. Разделена е на 16 района, които са разделени на 209 общини и 1328 села.
Аютая е столица на Сиам (Тайланд) в продължение на около 400 години – от 1350 година до средата на 18 век. През 1767 г. градът е сринат до основи в резултат на бирманско нашествие и оттогава насам за столица е обявен Банкок. Аютая е била избрана за столица по стратегически причини: тя е заобиколена от всички страни от реки и изкуствени канали, които действат като естествени бариери срещу съседните Бирма и Лаос. 

## Галерия снимки
- Ват Чайватханарам
- Ват Чайватханарам
- Ват Махатат
- Ват Махатат
- Ват Махатат
- Ват Панан Чоенг
- Ват Панан Чоенг
- Ват Йяй Чай
- Воден пазар